# Ratio-books

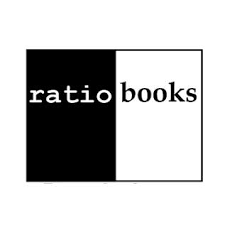
Verlags-Logo

Ratio-books (Eigenschreibweise ratio-books, vor 2024 RatioBooks) ist ein 2006 von Franz König (1952 bis 2024) in Lohmar gegründeter ehemaliger Kleinverlag. Infolge der schweren Erkrankung des Verlagsgründers wird der Verlag seit Jahresbeginn 2024 als Imprint vom Gedankenkunst-Verlag fortgeführt. Schwerpunktmäßig werden von ratio-books Bücher, E-Books und Hörbücher zu regionalen Themen veröffentlicht. Die Abteilung Wirtschaftsförderung der Stadt Lohmar zeichnete den Verlag als Unternehmen des Monats Februar 2019 aus.
Der Verleger Franz König verstarb am 6. Januar 2024. 

## Verlagsprogramm
Das Verlagsangebot erstreckt sich auf die Bereiche Regionales, Kriminales und Vergnügliches. In der Hauptsache werden Bildbände, Biografien, Hörbücher, Mundartbücher und Weihnachtsbücher herausgegeben. Jedes Jahr kommen zahlreiche Neuerscheinungen auf den Markt, zunehmend im Digitaldruck und als E-Book.
Auf einer Druckshop-Website bietet der Verlag auch das Bedrucken von Werbematerialien an.

## Autoren (Auswahl)
Eine Reihe namhafter Autoren sind bei ratio-books unter Vertrag, unter ihnen:
- Fritz Bilz
- Volker Gröbe
- Hans-Jürgen Jansen
- Rolf D. Sabel
- Jörg H. Trauboth
- Hans Günther van Allen
- Michael Werling

## Übernahme des Rheinlandia Verlages
Der von Klaus Walterscheid 1985 gegründete Rheinlandia Verlag wurde zum 1. Juli 2019 vom Verlag ratio-books ohne Aktiva und Passiva übernommen. Der Verlag ratio-books veröffentlicht die im Imprint erscheinenden Bücher des Rheinlandia Verlages unter einer eigenen Rubrik.